# Arthur Weber (Unternehmer)
Arthur Reinhold Weber (* 13. Juni 1882 in Stuttgart; † 1962) war ein deutscher Unternehmer.

## Werdegang
Weber war Teilhaber der Stuttgarter Strickwarenfabrik Wilhelm Bleyle oHG. In über 50-jähriger Betriebszugehörigkeit trug er maßgeblich zur Entwicklung der Firma zu einem international bekannten Unternehmen bei.

## Ehrungen
- 1952: Großes Verdienstkreuz der Bundesrepublik Deutschland